# 斑鋸魴鮄
斑鋸魴鮄，為輻鰭魚綱鮋形目牛尾魚亞目角魚科的其中一種，分布於西大西洋區，從加勒比海至阿根廷海域，棲息深度可達190公尺，體長可達40公分，為底棲性魚類，棲息在沙石底質的海域，屬肉食性，以甲殼類、魚類等為食，可做為食用魚及觀賞魚。